# Monasterio de Alcobaza
El Monasterio de Alcobaza o Monasterio de Alcobasa (también conocido como Abadía de Santa María de Alcobaza), es la primera obra gótica erigida en suelo portugués. Situado en el municipio portugués de Alcobaza, su construcción comenzó en 1178 por los monjes de la Orden del Císter. Es considerado Patrimonio de la Humanidad por la Unesco desde 1989, y el 7 de julio de 2007 fue elegido como una de las Siete Maravillas de Portugal. En este monasterio trabajó entre 1519 y 1520 el arquitecto Juan de Castillo, único arquitecto con obras en cinco monumentos declarados Patrimonio de la Humanidad por la Unesco. Intervino en el segundo piso del claustro de D. Dinis, la fuente del lavabo y la Sacristía entre otras obras.

## Historia
A finales del siglo X se crea un nuevo monasterio benedictino en Cluny, Borgoña, que busca seguir con fervor la Regla de San Benito. Sin embargo, con el tiempo, este fervor se desvaneció, y se «relajaron» las normas. En 1098, algunos monjes abandonaron su monasterio en Molesme, también en Borgoña, para fundar un nuevo monasterio en Císter, al sur de Dijon. Los cistercienses buscaban seguir al pie de la letra la Regla de San Benito, querían vivir del trabajo y no acumular riquezas. Bernardo de Claraval, que se retiró a los cistercienses en 1112, de donde partió en 1115 para fundar la Abadía de Claraval, acentuó mucho esta reforma que devolvió todo su rigor inicial a la Regla de San Benito.
Mientras Afonso Henriques se dedicaba a la Reconquista, los monjes cistercienses llegaron a territorio portugués, ya en 1138, para fundar el Monasterio de Tarouca (hacia 1142).
Afonso Henriques, el primer rey de Portugal, donó y concedió a San Bernardo muchas tierras en la región de Alcobaza, en cumplimiento de la promesa hecha en 1147, cuando conquistó Santarém. La construcción provisional del monasterio se inició hacia 1152, porque se conoce una alusión a su abad de ese año. Sin embargo, la carta de donación fue firmada por Afonso Henriques al año siguiente, en 1153, para que este monasterio promoviera el poblamiento y desmonte de las tierras conquistadas a los musulmanes. Si comparamos la planta de la iglesia del Monasterio de Alcobaza con la de la segunda iglesia de Claraval, vemos que tienen casi el mismo tamaño y disposición espacial.
Los primeros monjes de Alcobaza, conocidos como monjes blancos, tuvieron una notable actividad civilizadora del territorio bajo su influencia. También realizaron acciones de asistencia y caridad a través de la botica (la farmacia), y la distribución de pan y limosna en la entrada.
En tiempos del general P. Sebastião de Sottomaior aumentaron muchos los trabajos de los talleres de arte de imaginería en la Abadía.

## Descripción general

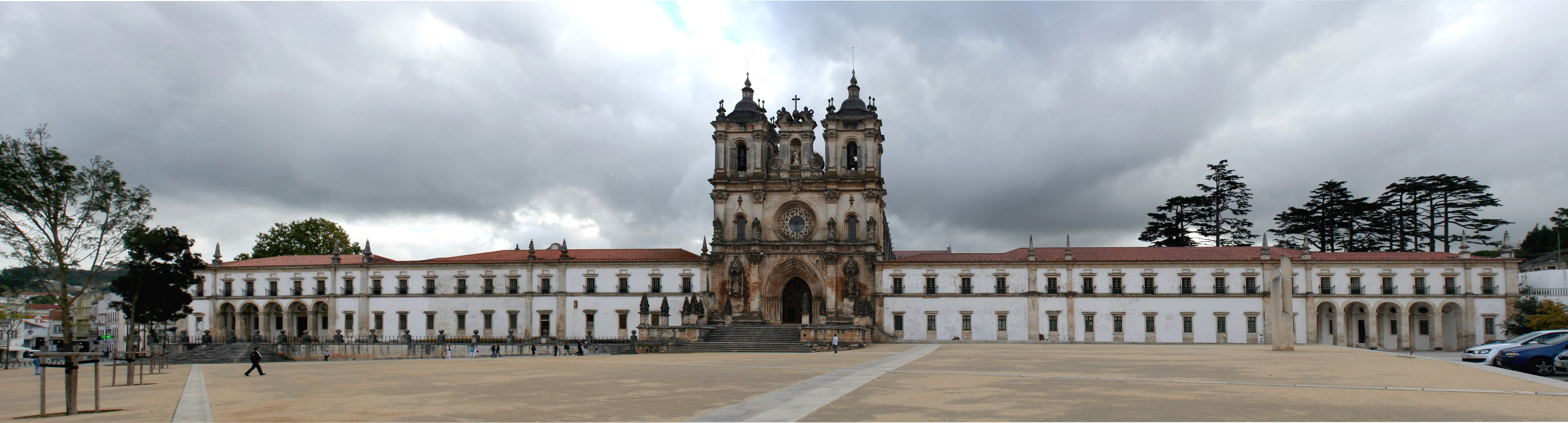
Fachada principal del monasterio de Alcobasa.

El monasterio consta de una iglesia adosada a la sacristía y, al norte, por tres claustros seguidos de dos plantas, además de un ala al sur. Los claustros, incluido el más antiguo, también tienen dos plantas. Los edificios en torno a los claustros más recientes tienen tres plantas. Entre 1998 y 2000 se descubrió un presunto cuarto claustro en el lado sur de la iglesia. Este claustro probablemente fue arrasado tras la destrucción provocada por el terremoto de 1755 y la gran riada de 1774. También es posible que los restos de las habitaciones del ala sur fueran eliminados en 1834. El actual edificio tiene una zona de construida de 27 000 m², que son 40 000 m² considerando todas las plantas. El área construida, junto con el claustro sur, tendría alcanza los 33 500 m². La fachada principal del monasterio, la iglesia y el ala norte y sur tiene 221 m de largo, y el lado norte llega  a los 250 m de largo.
Entre 1178 y 1240 se construyeron la iglesia y el primer claustro en estilo románico y gótico inicial. Los edificios del lado sur probablemente fueron construidos en el siglo XIV. En el último tercio del siglo XVI se inicia la construcción del Claustro de la Levada, que comunicaba con el claustro medieval norte. Finalmente, entre el siglo XVII y mediados del XVIII se construye el Claustro de la Biblioteca (o Rachadoiro).

### Iglesia

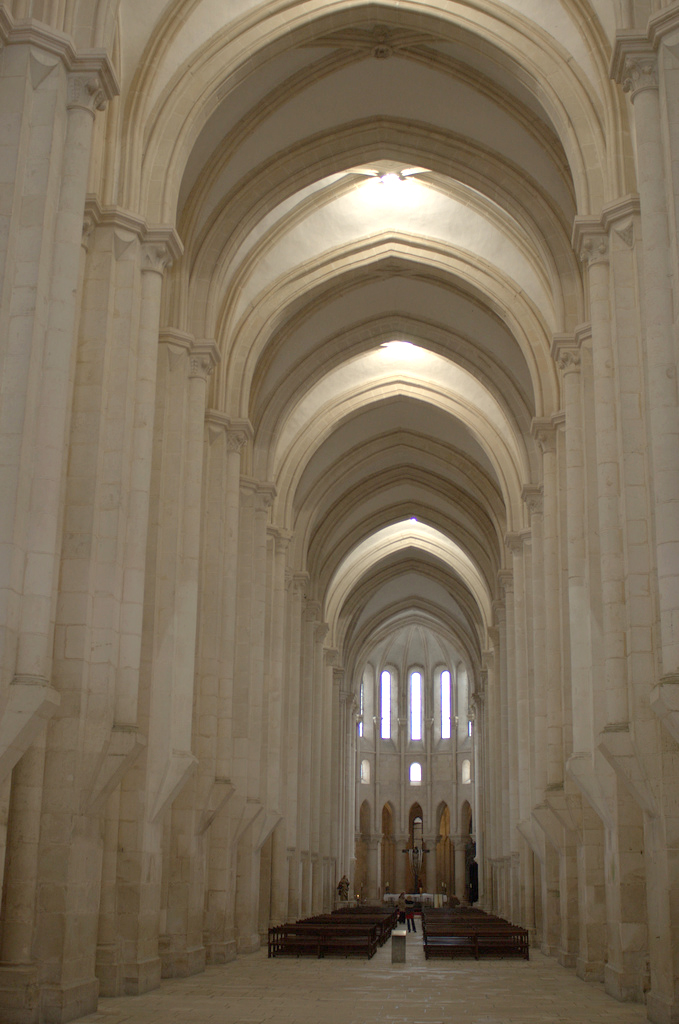
Nave central de la Iglesia

La iglesia consta de una nave central, dos naves laterales y un crucero, o transepto, creando la imagen de una cruz, en planta de cruz latina. Es discutible si la Iglesia se construyó, en relación con el altar mayor, el deambulatorio y el crucero, en la forma actual o si se desvió de forma similar a la desarrollada en la misma época por Claraval, teniendo un crucero más corto y sin ambulatoria. Las naves tienen cerca de 20 m de altura El presbiterio está limitado al este por un deambulatorio o girola, con nueve capillas radiales. Las otras cuatro capillas dan acceso, en ambos lados, al crucero. La longitud total es de 106 m, la anchura media es de 22 m y la anchura del crucero es de 52 m. De esta manera, esta Iglesia es una de las abadías cistercienses más grandes, habiendo sido mayor solo la desaparecida abadía de Vaucelles (132 m). Aunque la abadía de Pontigny, que también se encuentra en Francia, es 108 m dos metros más larga, tiene un crucero más corto. Del mismo tamaño era la iglesia de Claraval, hoy desaparecida y que sirvió de modelo para la parte medieval del Monasterio. La arquitectura de la iglesia de Alcobaza refleja el ideal benedictino que buscaba la modestia, la humildad, el aislamiento del mundo y el servicio a Dios. Los cistercienses compartían estas ideas, decorando y construyendo la estructura de sus iglesias de forma sencilla y sobria. A pesar de su enorme tamaño, el edificio solo destaca por sus necesarios elementos estructurales que se elevan hacia el cielo. Esta impresión se restableció con la restauración llevada a cabo en 1930. Ese mismo año se decidió reconstruirlo siguiendo la línea de la época medieval, eliminando construcciones que añadidas a lo largo de los siglos. Desafortunadamente, también se eliminó un órgano. En consecuencia, quedaron a la vista las piedras a base de caliza que componen el muro, muchas de las cuales contenían los símbolos del tallista. Por lo tanto, se sabe que su trabajo fue remunerado.
Las sillas del coro, del siglo XVI, se quemaron en 1810, durante la tercera invasión francesa. La fachada principal del monasterio, al oeste, fue reformada entre 1702 y 1725 con elementos de estilo barroco. A partir de ahí, la fachada de la iglesia está flanqueada, hacia la plaza, por alas de dos plantas de 100 m de largo cada una. A la iglesia se añadieron dos campanarios barrocos y su fachada  llegó a los 43 m, decorada con varias estatuas. De esta época también data la escalera de entrada, con su decoración barroca. De la antigua fachada sólo quedan la portada gótica y el rosetón. Es difícil conocer el aspecto de la fachada original, ya que fue destruida en 1531. La iglesia probablemente no tenía campanarios, correspondiendo así al ideal cisterciense de sencillez.

### Arquitectura
Con planta de cruz latina, el diseño arquitectónico de este monumento, desprovisto de decoración interior y sin imágenes, tal y como ordenó la Orden del Císter, presenta una indiscutible grandeza y belleza. Las naves central y lateral, totalmente abovedadas, tienen prácticamente la misma altura, dando la sensación de un espacio amplio, al que el proceso de iluminación, aún románico, le da poca luz y lo agranda. Las naves laterales se extienden por el deambulatorio, y de la girola parten nueve capillas que acompañan al ábside semicircular, iluminado por altas hendiduras, que realza el altar mayor. Apoyando la parte superior del ábside se encuentran unos contrafuertes, poco habituales en las abadías cistercienses, quizás por tratarse de un monumento de transición entre el románico y el gótico. Las novedades propias del arte gótico aún aparecen con apariencia de ensayo, como la elevación de las naves laterales a la altura de la central. El crucero tiene dos naves, pero cuando nos fijamos en la planta de la iglesia, reconocemos tres, en los cimientos y en el cuerpo central.
El interior del edificio demuestra la existencia de un gótico avanzado, pero el exterior del edificio expresa la austeridad cisterciense, en este caso orientada hacia objetivos más pragmáticos. De hecho, como exigen las leyes cistercienses, no había torres, y las fachadas, es decir, el frontispicio, solo tenían un muro liso con un hastial triangular. Los muros tienen contrafuertes, excepto el crucero, donde los arbotantes aparecen por primera vez en la arquitectura portuguesa. La coronación del templo, desde el exterior, está formada por almenas con remates biselados a ambos lados, sobre un parapeto apoyado sobre una hilera de voladizos. Esta característica le da al conjunto una solidez militar, un aire de fortaleza.
Estos y otros aspectos pueden desmentir la escasa influencia del monasterio de Alcobaza en la historia de la arquitectura portuguesa. De hecho, el monumento siempre ha sido visto como una excepción dentro del marco del estilo gótico propio de Portugal, como una pieza única y experimental sin antecedentes ni posteriormente edificios que lo imitaran.

### Deambulatorio
El deambulatorio es una obra compleja. Su estructura interior —el presbiterio propiamente dicho— se articula con la nave a través de dos muros rectos opuestos, marcados por dos pilares en los extremos ya cada lado; ocho columnas de gran diámetro y robustez, con capiteles de canasto troncocónico cóncavo y ornamentación vegetal muy simplificada, sostienen arcos quebrados muy refinados; la bóveda, nervada y ligera, descansa sobre semicolumnas cuya raíz se sitúa sobre dichos capiteles. La parte exterior del Deambulatorio tiene una bóveda más pesada, en línea con los sistemas más sencillos utilizados en el resto del edificio.

### Sacristía
La sacristía medieval, de cerca de 100 m², que estaba en la parte superior del lado norte del crucero, fue sustituida, bajo el rey Manuel I (1495-1521), por una nueva sacristía, de unos 250 m², en el lado sureste de la girola. Al otro lado del vestíbulo de entrada, se construyó posteriormente la capilla del Senhor dos Passos. Tanto la sacristía como la capilla fueron destruidas durante el terremoto de 1755. En su reconstrucción se conservaron las portadas manuelinas, que son uno de los pocos elementos constructivos de este estilo en Alcobaza. Al final de la sacristía se encuentra la Capilla de las Reliquias.

## Miembros de la realeza enterrados en el monasterio
En el monasterio de Alcobasa se encuentran los siguientes enterramientos de miembros de la Casa Real de Portugal.
-En el crucero de la iglesia:
- Pedro I de Portugal (1367) y su mujer Inés de Castro.

- En la capilla de San Bernardo:
- Alfonso II (m. 1223)
- Alfonso III (m. 1279)

-En el panteón real:
- Urraca de Castilla (m. 1220), esposa de Alfonso II de Portugal
- Beatriz de Castilla (1244-1303), esposa de Alfonso III de Portugal
- Los infantes Fernando (1260-1262) y Vicente (1268-1271), hijos de Alfonso III
- Infanta Sancha de Portugal (1264-1279), hija del rey Alfonso III de Portugal.

- En el Claustro del Silencio:
- Juan Alfonso (m. 9 de octubre de 1234), hijo bastardo del rey Alfonso II de Portugal.

## Galería

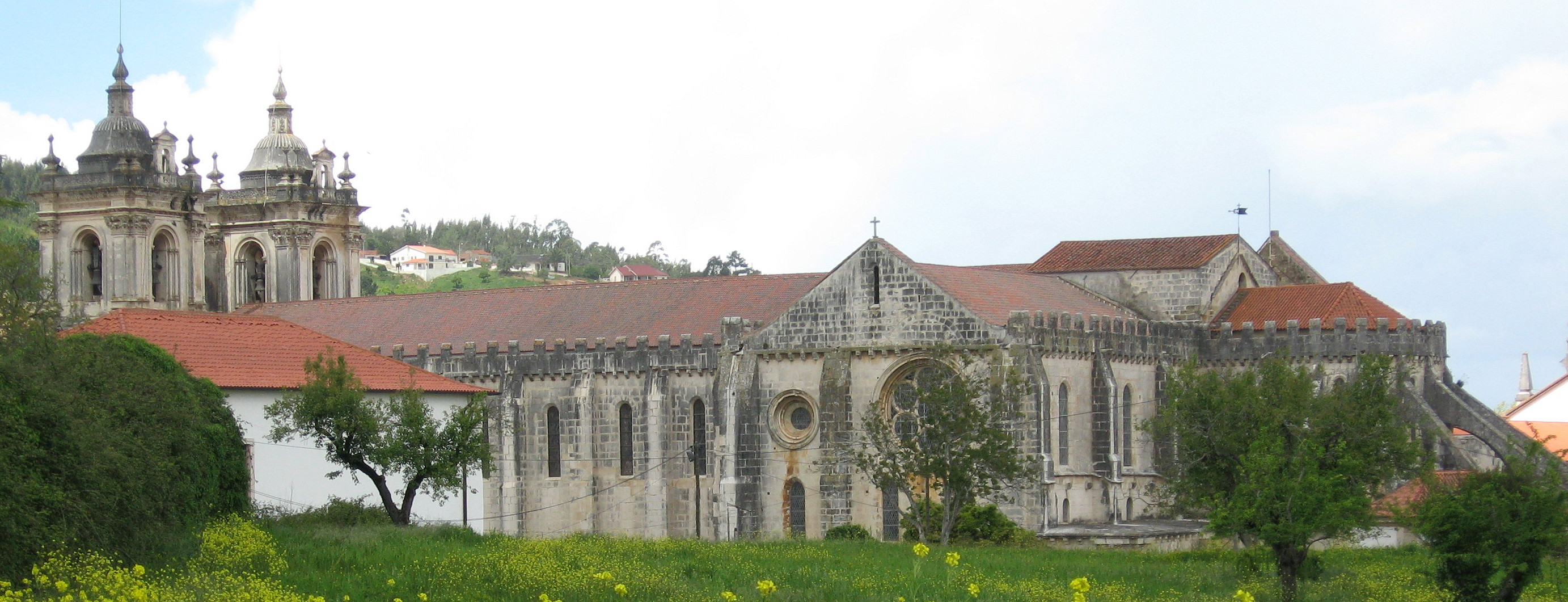
Vista longitudinal del exterior de la iglesia
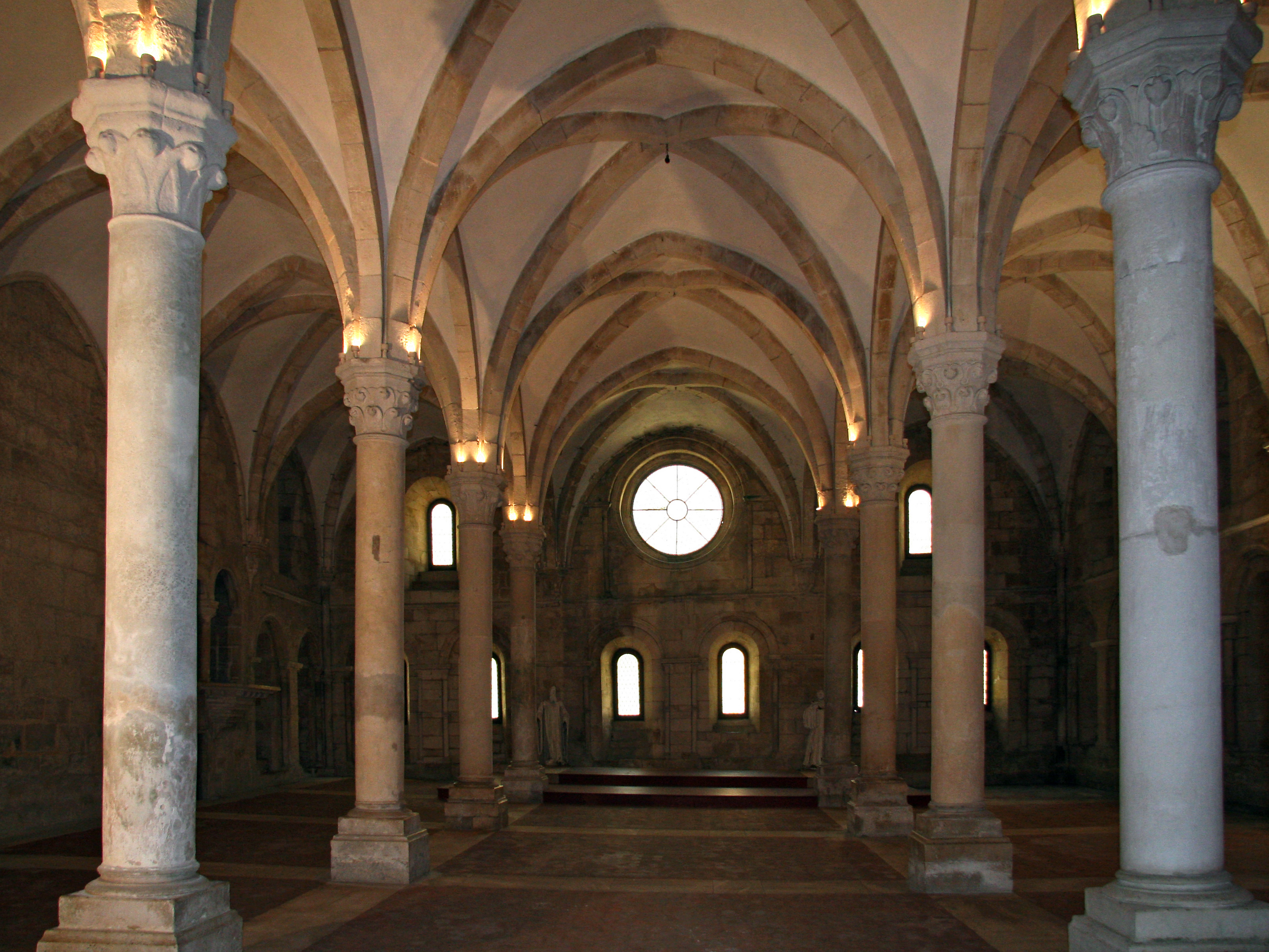
Refectorio (comedor)
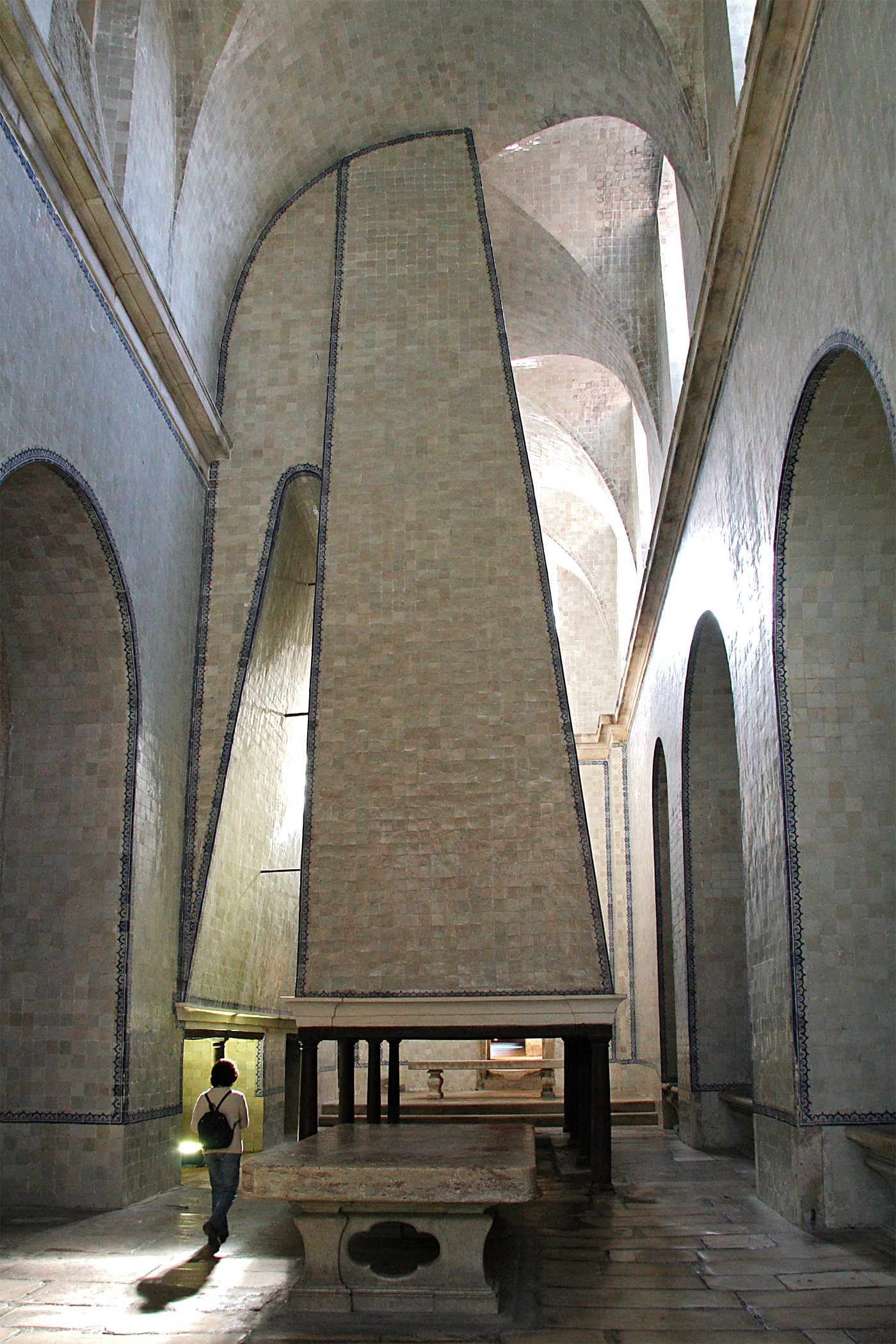
La Cocina
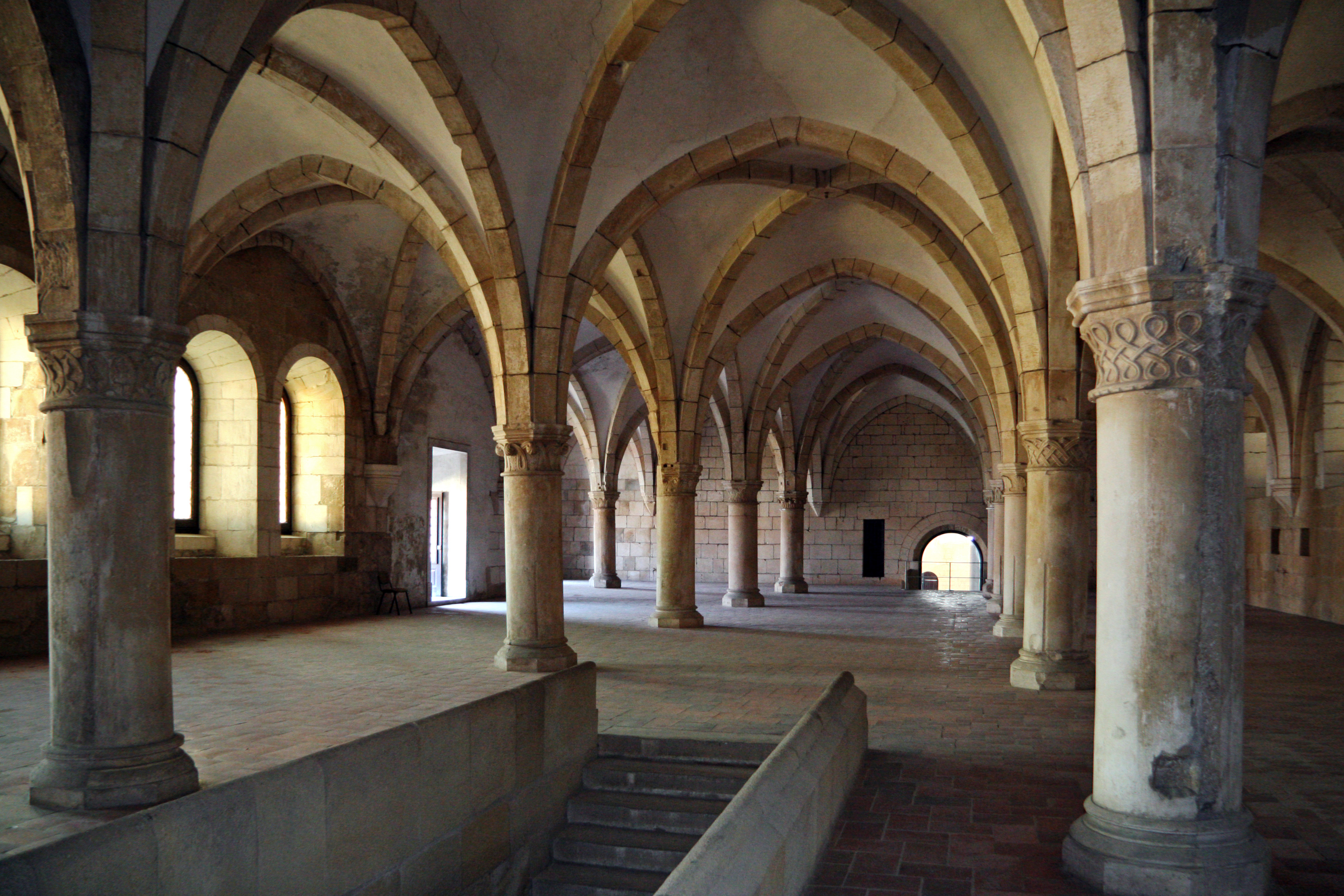
Dormitorio de los frailes
Plano del monasterio
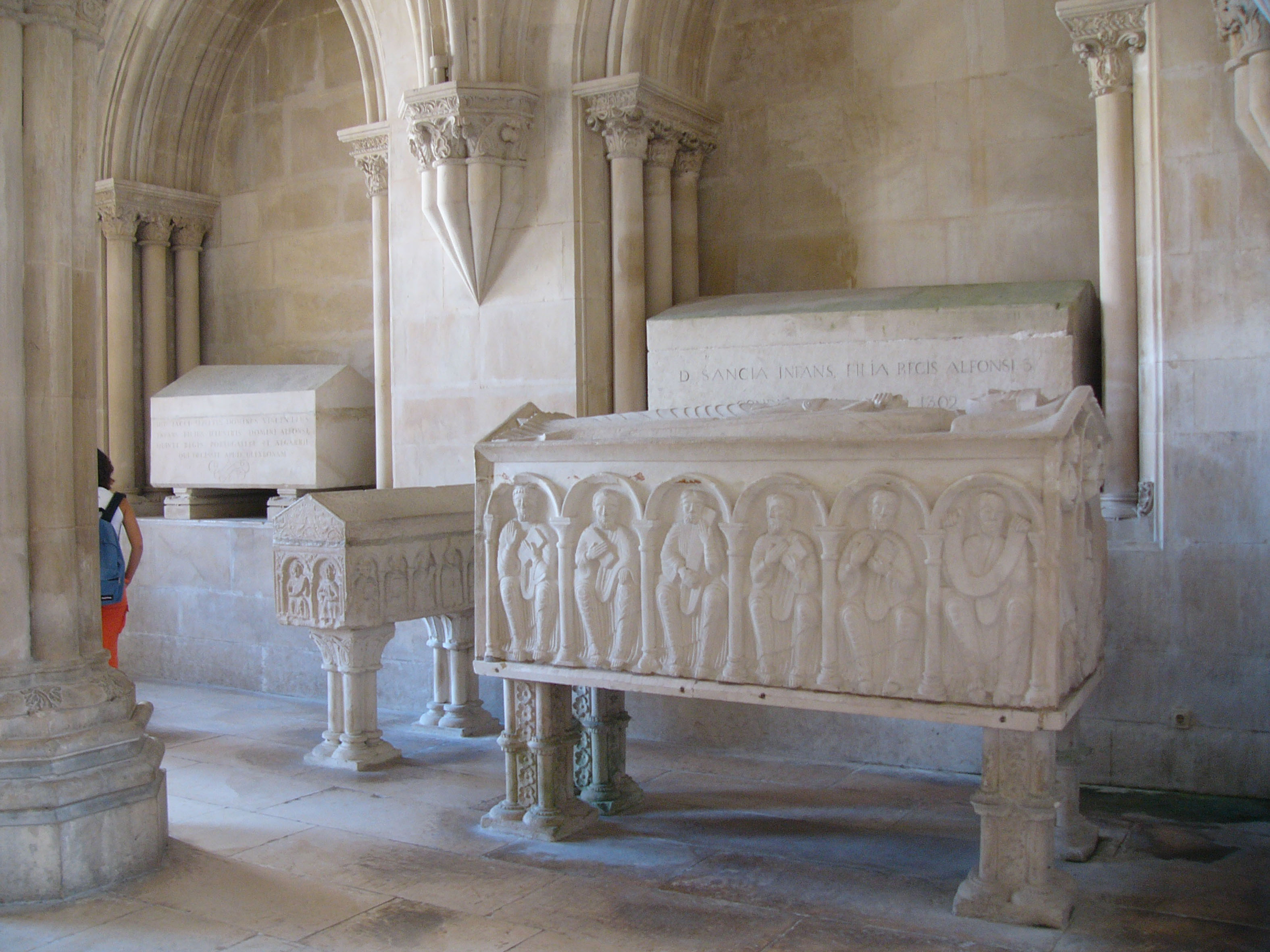
Panteón Real de Alcobaza
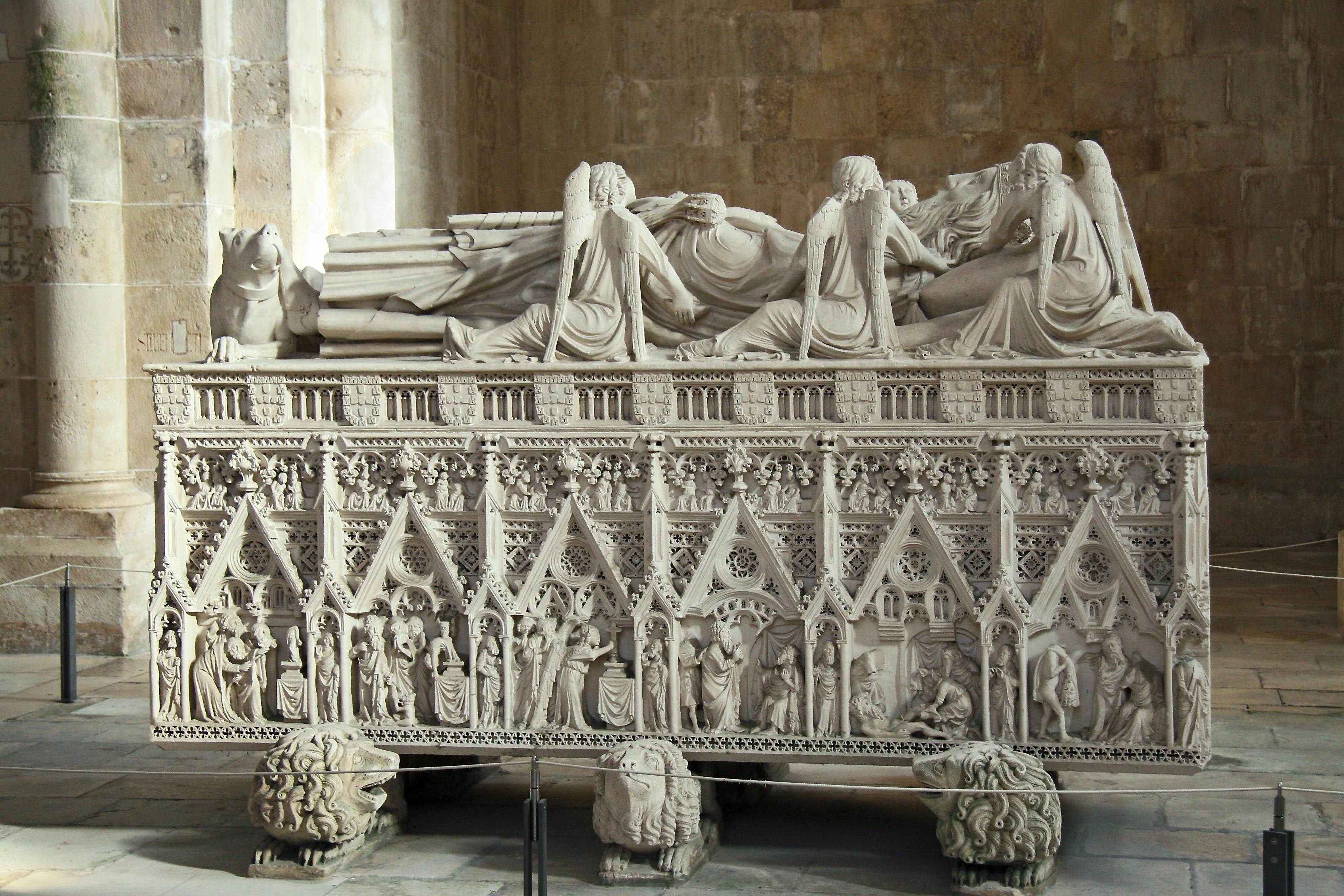
Tumba de Pedro I
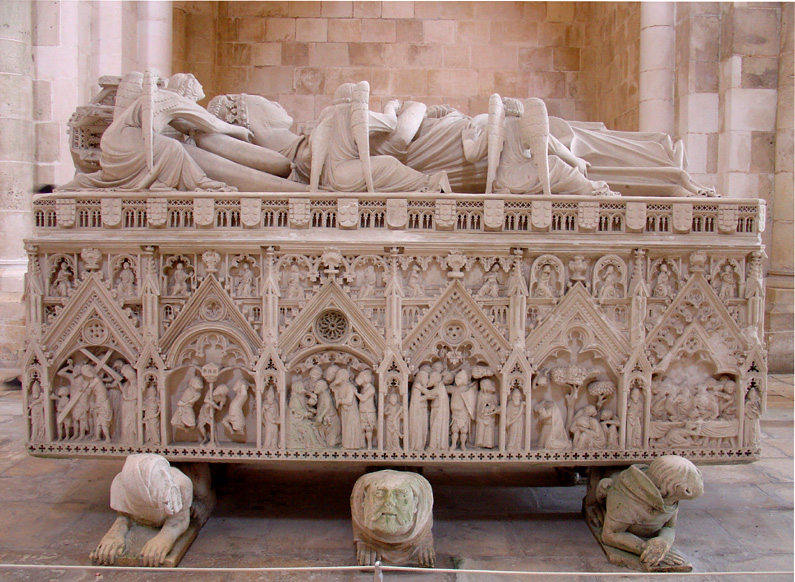
Tumba de Inés de Castro
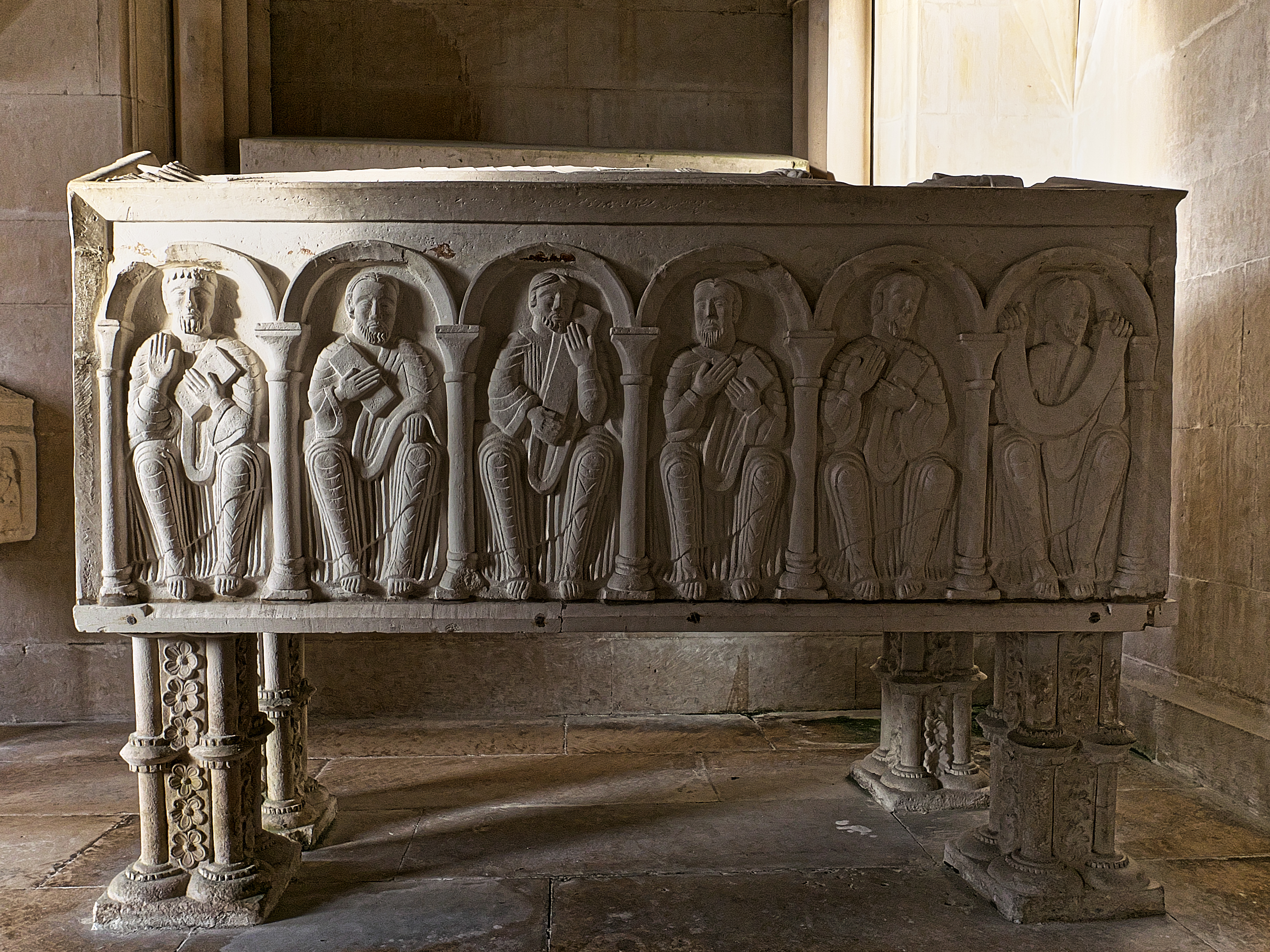
Tumba de Beatriz de Castilla